# Фано, Гвидо Альберто
Гвидо Альберто Фано (итал. Guido Alberto Fano; 18 мая 1875, Падуя — 14 августа 1961, Спилимберго) — итальянский пианист, композитор и музыкальный педагог.

## Биография
Учился в Падуе у Чезаре Поллини, затем в Болонье у Джузеппе Мартуччи. В 1898 году получил первую премию на композиторском конкурсе в Милане (за Сонату для виолончели и фортепиано). В 1900 году участвовал в Рубинштейновском конкурсе в Вене, был удостоен почётного упоминания. С 1899 года преподавал в Музыкальном лицее в Болонье, в 1905—1912 годах возглавлял Пармскую консерваторию, в 1912—1916 годах — консерваторию Сан-Пьетро-а-Майелла в Неаполе, в 1916—1922 годах — Консерваторию имени Беллини в Палермо. Затем, отказавшись от административных обязанностей, преподавал в Миланской консерватории фортепиано, пока в 1938 году не был уволен из-за своего еврейского происхождения и до конца Второй мировой войны скрывался от депортации.

## Сочинения
Фано принадлежат оперы «Астрея» (1903) и «Ютурна» (1912), симфонические и камерные пьесы, песни на стихи Боккаччо, Ламартина, Джозуэ Кардуччи, Габриэле д’Аннунцио и др.
Интерес к произведениям Фано был возрождён на рубеже XX—XXI веков — в частности, в 1996 году вышли первые альбомы с его музыкой: струнный квартет и фортепианный квинтет (партия фортепиано Альдо Чикколини) и фортепианная музыка (пианист Роберто Бертуцци).

## Память
Имя Фано носит музыкальная школа (итал. Istituto Musicale Guido Alberto Fano) в коммуне Спилимберго, где он провёл последние годы жизни.
В 2010 и 2012 гг. в Кампосампьеро был проведён Международный конкурс пианистов имени Гвидо Альберто Фано; первый из них выиграла россиянка Злата Чочиева, второй — итальянский пианист Винченцо Мальтемпо.